# Jean-François Coulomb
Pour les articles homonymes, voir Coulomb.
Jean-François Coulomb (1956) est un journaliste, producteur et écrivain français.

## Biographie
Jean-François Coulomb des Arts naît en 1956.
Il suit des études de lettres modernes à la Sorbonne.
Il participe à la création de la revue Rive droite.
Il est rédacteur en chef de LCP-AN.
Comme écrivain, il revendique son appartenance au courant des « Hussards ». Sa première œuvre, Vengeances tardives, est sélectionnée le 30 septembre 2010 pour le prix Décembre. Elle est remarquée,,,,,,, à l'instar de son roman suivant, Une semaine de juin,.

## Prises de position
En 2002, il initie avec Éric Neuhoff une pétition demandant une « solution rapide et décente aux problèmes fiscaux de Françoise Sagan », condamnée pour une fraude fiscale sur ses revenus de 1994 et devant à l’État 838 469 euros, en considérant que si « Françoise Sagan doit de l'argent à l’État, la France lui doit beaucoup plus : le prestige, le talent, un certain goût de la liberté et de la douceur de vivre ».

## Œuvres
- Vendanges tardives : nouvelles, Paris, L'Éditeur, 2010, 179 p. (ISBN 978-2-36201-009-5).
- Une semaine de juin : roman, Paris, Albin Michel, 2015, 170 p. (ISBN 978-2-226-31484-0).